# Ahei
Aheii (în greacă veche Ἀχαιοί, achaioi) este numele colectiv dat forțelor grecești în Iliada lui Homer (apare de 598 de ori). Un nume alternativ folosit este danaani (Δαναοί, folosit de 138 de ori) și argivi (Ἀργεῖοι, folosit de 29 de ori). Argivi provine de la prima capitală a aheilor, Argos. Danaani este numele atribuit primului trib care a dominat Peloponezul și zona din apropiere de Argos. Ahei este numele tribului care, întărit de către eolieni a dominat pentru prima oară teritoriile grecești, cu centrul în jurul capitalei, Micene.
Mai specific, Ahaia este la Homer numele regatului lui Agamemnon, comandantul forțelor grecești, aflat în partea de nord a Peloponezului. Aheii homerici au făcut probabil parte din civilizația miceniană care a dominat Grecia începând aproximativ din jurul anului 1600 î.Hr., datând probabil încă din perioada imigrației preistorice a elenilor în perioada dinspre sfârșitul celui de-al treilea mileniu î.Hr..
Unele texte hitite menționează un stat în vestul Anatoliei numit Ahhiyawa; în special o scrisoare a regelui hitit Mursili al II-lea datând din jurul anului 1320 î.Hr. adresată regelui din Ahhiyawa, în care îl tratează ca pe un egal, și sugerează că Miletul (Millawanda) se afla sub controlul său, și făcând referire la un "episod Wilusa" precedent, implicând ostilitate din partea Ahhiyawa. Acest popor a fost identificat cu aheii din Războiul Troian, iar orașul Wilua cu orașul legendar al Troiei (de observat asemănarea între Wilusa și Ilion, numele acropolei Troiei). Relația dintre numele Ahhiyawa și ahei, dincolo de o asemănare în pronunție, este încă neclară multor istorici.